# Hyliota violacea
Hyliota violacea е вид птица от семейство Hyliotidae.

## Разпространение
Видът е разпространен в Бенин, Габон, Гана, Гвинея, Екваториална Гвинея, Камерун, Република Конго, Демократична република Конго, Кот д'Ивоар, Либерия, Нигерия, Руанда, Сиера Леоне, Того и Централноафриканската република.